# 加藤常太郎
加藤 常太郎（かとう つねたろう、1905年〈明治38年〉4月30日 - 1990年〈平成2年〉10月11日）は、日本の実業家、政治家。位階は正三位。加藤海運社長、宇部工業短期大学初代学長、参議院議員（1期）、衆議院議員（13期）、労働大臣（第34代）。

## 経歴
香川県高松市出身。先代・常太郎の長男として生まれ、襲名する。高松商業を経て、奉天外国語学堂支那語科を卒業。
父が急逝したため、24歳で家業を継ぎ、機帆船を主にした加藤海運社長となる。海運業に慣れてくると神戸に乗り出し、小型汽船70隻を統合し、日本近海汽船（現：川崎近海汽船）を設立。代表取締役になった。しかし、太平洋戦争が激しくなったことを受け、会社経営を友人に任せ帰郷した。
1947年（昭和22年）の第1回参議院選挙香川県地方区において、日本自由党は適当な候補がいなかったため、県連や三木武吉に出馬を進められ、当選。1952年の第25回総選挙旧香川2区にて、自由党衆議院議員に転じ、以来13選。
1956年（昭和31年）の自民党総裁選では、石橋湛山をかつぎ、見事当選させた立役者の1人である。党では河本派に所属した。
1972年（昭和47年）第2次田中内閣の労働大臣に就任し、1975年秋の叙勲で勲一等旭日大綬章受章。
1986年（昭和61年）6月引退。
1990年10月11日死去、85歳。死没日をもって正三位に叙される。

### 瀬戸内海放送の設立に尽力
平井太郎（四国新聞社、西日本放送社長）とは、小学校の同級生で、参議院議員になったのは一期早いが次の選挙で平井が当選。加藤は落選の憂き目に遭う。その後、衆議院議員に返り咲いたが、政敵の平井とは何かと因縁が深い。平井が地元に帰ると西日本放送が熱心に報じるのに対し、加藤はまともに取り上げられないことに業を煮やす。国会の逓信委員会に所属して委員長を務め、立法府における郵政・逓信族の実力者となり1967年（昭和42年）、郵政省にねじ込んでテレビ免許を獲得、瀬戸内海放送を設立する。初代社長は弟、次は息子と加藤一族のテレビ局とすることを成功する。
地方の放送免許は県単位が基本だが、加藤・平井と電波行政に睨みをきかせる政治家が2人もいる香川県の高松地区は違う。1979年（昭和54年）に、瀬戸内海を挟んで岡山・高松地区が一つの区域に合算される準広域地区となり、最終的にテレビ局（香川2局、岡山3局）でパイを分け合うことになった。岡山までエリア、商圏を拡げられたのは、無理筋を通す加藤の政治力によった。瀬戸内海放送の売上は、岡山まで電波が延びたとたん倍近くまで急増した。

## 家族・親族

### 加藤家
（香川県高松市、東京都）
- 妻・キヨ（宮武保平次女[3]）
- 養子・達雄（多田羅正俊三男[3]）
- 長女・鎮子（達雄妻[3]）
- 長男・芳宏[3]（瀬戸内海放送会長[2]）
- 次女[3]
- 三女[3]
- 四女[3]
- 五女[3]
- 叔父・加藤忠義（加藤海運社長[3]）

女婿
- 大野功統（衆議院議員）
- 関谷勝嗣（参議院議員）

孫
- 加藤秀樹（大蔵官僚）
- 加藤宏一郎（瀬戸内海放送社長）
- 大野敬太郎（衆議院議員）